# Latavious Williams
Latavious Williams (* 29. März 1989 in Starkville, Mississippi) ist ein US-amerikanischer Basketballspieler. Williams ist der erste Spieler gewesen, der nach der Schule über die NBA Development League (D-League) im Entry Draft der am höchsten dotierten Profiliga NBA ausgewählt wurde. Hier absolvierte jedoch kein Spiel, sondern setzte seine Karriere als Profi in Europa fort. In der Basketball-Bundesliga 2012/13 spielte Williams auch kurzzeitig für den damaligen deutschen Meister Brose Baskets. Nach vier Spielzeiten in der spanischen Liga ACB spielt Williams seit Herbst 2015 für UNICS Kazan in der VTB United League.

## Karriere
Am Ende seiner Schulzeit galt Williams als besonders talentierter Basketballspieler, erfüllte jedoch bei weitem nicht die akademischen Voraussetzungen für eine übliche Karriere in der Collegeliga NCAA. Daher besuchte Williams für ein weiteres Jahr eine so genannte „Prep school“ in Texas. Nach diesem Jahr scheiterte Williams 2009 jedoch an den Aufnahmetests der US-amerikanischen Hochschulen. Anstatt für mindestens ein Jahr nach Europa oder Asien als Profi zu gehen, entschied er sich in seiner Heimat zu bleiben und in der D-League zu spielen, da er direkt nach dem Ende seiner Schulzeit auch nicht die Voraussetzungen für die Aufnahme in den Entry Draft der NBA erfüllte. In der D-League spielte Williams für die 66ers aus Tulsa und war der erste Spieler, der direkt nach der High school in dieser Entwicklungsliga spielte, die nur aus Farmteams besteht. Am Ende der Saison erreichten die 66ers mit der nur achtbesten Bilanz in der Hauptrunde die Finalserie um die Meisterschaft dieser Liga, die sie jedoch gegen die Rio Grande Valley Vipers verloren. Anschließend wurde Williams im NBA-Draft 2010 von den Miami Heat ausgewählt, die ihre Rechte an Williams zu den Oklahoma City Thunder tauschten. Damit war Williams nach Mike Taylor zwei Jahre zuvor der zweite Spieler, der als D-League-Spieler in einem NBA Draft ausgewählt wurde. In der folgenden Saison musste Williams jedoch zunächst bei den Tulsa 66ers in der D-League weiterspielen. Williams verpasste die Play-offs dieser Saison wegen Verletzung, als die 66ers als viertbeste Mannschaft der regulären Saison in der Halbfinalserie gegen den späteren Titelträger Iowa Energy ausschieden.
Nachdem sich Williams auch im Sommer 2011 nicht für die NBA empfehlen konnte, ging er schließlich doch ins Ausland und spielte in Europa für Club Joventut aus Badalona in der spanischen Liga ACB. Der Verein verpasste jedoch auf dem elften Platz der Hauptrunde um zwei Siege erneut den Einzug in die Play-offs um die spanische Meisterschaft. Am Ende der Spielzeit erhielt Williams die Auszeichnung als „Jugador más espectacular“ (deutsch spektakulärster Spieler) der Liga. Im Sommer 2012 spielte Williams in der „Liga Nacional de Baloncesto“ der Dominikanischen Republik für die Metros aus Santiago de los Caballeros sowie für die Thunder in der NBA Summer League. Im Oktober 2012 bekam Williams schließlich einen befristeten Vertrag beim amtierenden deutschen Meister Brose Baskets aus Bamberg in der Basketball-Bundesliga. Für die Mannschaft absolvierte Williams nur Einsätze im höchstrangigen europäischen Vereinswettbewerb EuroLeague 2012/13. Nach knapp zwei Monaten lief dieser Vertrag jedoch aus und wurde nicht verlängert, so dass Williams nach Spanien zurückkehrte. Hier spielte er für Cajasol aus Sevilla die Saison zu Ende, die auf dem viertletzten Tabellenplatz den sicheren Klassenerhalt erreichten. In der folgenden Saison verletzte sich Williams, nachdem er zuvor zehn Einsätze hatte. Zu Jahresbeginn 2014 einigte man sich auf eine Vertragsauflösung. Sein Comeback gab Williams im Sommer 2014 erneut bei den Metros de Santiago in der Dominikanischen Republik.